# 사시마정
사시마정(猿島町)은 이바라키현 사시마군에 설치되었던 정이다. 현재의 반도시에 해당한다.
2005년 3월 22일에 이와이시와 합병해 반도시가 되어 소멸하였다.

## 역사
- 1889년 4월 1일 - 정촌제 시행으로 사시마군 구쓰카게촌, 오이고스게촌, 사카사이야마촌이 성립하였다.
- 1954년 3월 20일 -  정으로 승격하였다.
- 1955년 2월 1일 - 오이고스게촌, 사카사이야마촌과 합병해 도미사토촌이 되었다.
- 1956년 4월 1일 - 구쓰카게정, 도미사토촌과 합병해 도미사토정이 성립과 동시에 사시마정으로 개칭하였다.
- 2005년 3월 22일 - 이와이시와 합병해 반도시가 되어 시사미정은 폐지되었다.